# Huehuetéotl
Huehuetéotl "Bardzo Stary Bóg" – w mitologii azteckiej bóg ognia i roku. Często jest utożsamiany z innym azteckim "starym bogiem" – Xiuhtecuhtli i podaje się ich nazwę łącznie: Huehueteotl-Xiuhtecuhtli. Nazwa Huehuetéotl pochodzi od słów w języku nahuatl, którym posługiwali się Aztekowie. Pierwsza człon huehue oznacza przymiotnik stary, natomiast téotl rzeczownik bóg. 
Huehuetéotl jest powszechnie uważany za najstarszego boga w panteonie Azteków, a jego rodowód sięga jeszcze czasów przed powstaniem jednego z najstarszych miast Meksyku – Teotihuacán. Jego kult przywędrował do Teotihuacán z zalanego wulkaniczną lawą starego miasta Cuicuilco. W Teotihuacán znaleziono gliniane statuetki Huehueteotla przedstawiające zgarbionego starca siedzącego na skrzyżowanych nogach i dźwigającego na głowie osobliwe naczynie, prawdopodobnie kadzielnicę. Niekiedy przedstawiano go jako starca z brodą, co odzwierciedlało jego ogólną funkcję "Ojca i Matki Bogów".
Huehuetéotl-Xiuhtecuhtli był utożsamiany z ideą oczyszczenia, transformacji i regeneracji świata poprzez ogień. Aztekowie uważali go za dobroczynnego boga ognia oraz roku kalendarzowego i kojarzyli go z nocą i godzinami nocnymi. Jako pan czasu i ognia (Ometeotl) przebywał w centrum nieba, atmosfery, morza, powierzchni Ziemi i Świata podziemnego.
W kalendarzu azteckim Huehuetéotl poświęcony był jedenasty miesiąc Hueymiccailhuitl (Wielkie Święto Umarłych) lub Xocotlhuetzi (Opadanie Owocu).